# Ben Moreell
Ben Moreell (14 septembre 1892 – 30 juillet 1978) est un officier de la marine américaine, l'US Navy. Il a été le chef du Bureau of Yards and Docks et du Civil Engineer Corps. Il est connu du public américain comme le père des Seabees.

## Biographie
Moreell est né dans une famille juive le 14 septembre 1892 à Salt Lake City, dans l'Utah,. Sa famille s'installe à Saint-Louis, dans le Missouri, où il obtient son diplôme du lycée central de Saint-Louis, premier de sa classe, et reçoit une bourse de quatre ans à l'université de Washington à Saint-Louis à l'âge de 16 ans. Après avoir obtenu un diplôme d'ingénieur civil de la McKelvey School of Engineering en 1913, il  rejoint la marine pendant la Première Guerre mondiale. En juin 1917, il est directement nommé lieutenant junior dans le corps du génie civil de la marine,.

### Première Guerre mondiale
Pendant la Première Guerre mondiale, il est stationné aux Açores, où il fait la connaissance du secrétaire adjoint de la marine Franklin D. Roosevelt, et sert ensuite dans des chantiers navals et des installations au Massachusetts, en Haïti, en Virginie et à Washington,.

### Entre guerres
Moreell est envoyé comme lieutenant commander à l'École nationale des ponts et chaussées de Paris (France) pour les pratiques de conception et de construction du génie militaire européen,. En 1933, il retourne aux États-Unis pour superviser ce qui allait être appelé le bassin modèle David W. Taylor à Carderock, dans le Maryland.
Le 1er décembre 1937, le président Franklin D. Roosevelt choisit le commandant Moreell comme chef du Bureau of Yards and Docks et du Civil Engineer Corps de la marine,. Moreell est ainsi promu au rang de rear admiral, bien qu'il n'ait jamais été capitaine. Moreell propose la construction de deux cales sèches géantes à Pearl Harbor et lançe des projets de construction navale sur l'atoll de Midway et l'île de Wake, bien avant que les bombes japonaises ne commencent à tomber le 7 décembre 1941. Les cales sont achevées à temps pour réparer les cuirassés endommagés à Pearl Harbor, et les installations de Midway sont achevées à temps pour jouer un rôle stratégique dans la première victoire significative de la Marine sur les forces japonaises.

### Seconde Guerre mondiale
Les besoins de la Seconde Guerre mondiale en matière de bases avancées réparties dans le Pacifique exigent que les équipes de construction puissent déposer leurs outils et prendre les armes à tout moment. Moreell pense qu'une force de construction navale militarisée, chargée de construire des bases avancées en zone de guerre, répondrait à ce besoin. Le 28 décembre 1941, il demande au Bureau of Navigation l'autorisation de recruter des hommes des métiers de la construction pour les affecter à un régiment de construction navale composé de trois bataillons de construction navale ; le Bureau accède à sa demande le 5 janvier 1942. Le 5 mars, les bataillons de construction sont autorisés à utiliser le nom de « Seabees ». Moreell invente la devise des Seabees : Construimus, Batuimus (en latin : « Nous construisons, nous combattons »).
Le Civil Engineer Corps de Moreell reçoit l'autorité de commandement sur ce qui va devenir une organisation de 250 000 personnes, qui construit des installations d'une valeur de 10 milliards de dollars pour soutenir l'effort de guerre,. 
En 1945, Moreell devient chef du Office of Naval Material, à la demande du vice-président Truman, négocie un accord pour mettre fin à la grève nationale des raffineurs de pétrole. Lorsque le gouvernement saisit l'industrie nationale du charbon bitumineux, en grève, un an plus tard, Moreell est nommé administrateur des mines de charbon,.

### Après la guerre
Le 11 juin 1946, il devient le premier officier d'état-major à atteindre le grade d'amiral et fut est à la retraite trois mois plus tard. Il devient le troisième Américain juif à obtenir le grade d'amiral quatre étoiles. Pendant les douze années suivantes, Moreell se consacre à l'industrie, occupant d'abord brièvement (d'octobre 1946 à mars 1947) les fonctions de président de la Turner Construction Company, puis celles de président-directeur général et de président du conseil d'administration de la Jones and Laughlin Steel Company, l'un des plus grands fabricants d'acier du pays.

### Avancement militaire
Grades militaires :
- Juin 1917 – lieutenant (grade subalterne)[12]
- Octobre 1917 – lieutenant (temporaire)[12]
- Juin 1925 – lieutenant commander[12]
- grade de capitaine sauté[12]
- Décembre 1937 – rear admiral[12]
- Févirer 1944 – vice admiral[12]
- Juin 1946 – admiral[12]